# D'un cahier d'esquisses
D'un cahier d'esquisses è una composizione per pianoforte di Claude Debussy scritta fra il 1903 e il 1904.

## Storia
Agli inizi del 1903 Debussy si accinse a scrivere tre brani per pianoforte, una sorta di suite in tre movimenti sull'esempio della Suite bergamasque composta in parte diversi anni prima e che stava allora terminando. Due brani di questa nuova serie, L'isle joyeuse e Masques, furono ideati nell'estate del 1903 a Bichain, in Borgogna, dove si trovava in vacanza con la moglie Lily e furono poi completate nel luglio 1904 mentre si trovava nell'isola di Jersey con la nuova compagna Emma Bardac. Questi due pezzi furono pubblicati da Durand nell'autunno 1904.
Il terzo brano della suite, nelle intenzioni di Debussy, avrebbe dovuto essere una sarabanda. Il pianista Ricardo Viñes annotò nel suo diario che nel mese di giugno 1903 il compositore gli fece ascoltare l'Isle joyeuse e nel gennaio successivo suonò tutti e tre i pezzi della serie progettata.
Sul terzo pezzo mancante della suite si sono fatte varie ipotesi, ma, come dedotto dal musicologo Roy Howat, il brano è quasi con certezza D'un cahier d'esquisses, scritto da Debussy tra la fine del 1903 e il mese di gennaio 1904; questa composizione non fu però pubblicata, come le altre due, da Durand, ma dalla rivista Paris illustré. Il musicista, che spesso componeva singoli brani su richieste specifiche, probabilmente scrisse questo pezzo su commissione, pubblicandolo sulla rivista allo scopo di farlo conoscere per preannunciare così l'edizione di una suite completa. Anche il titolo D'un cahier d'esquisses fa pensare a un'anticipazione con degli schizzi su un quaderno, appunto, per altre opere a venire più complete e definitive.
Successivamente il pezzo fu venduto, per ragioni puramente commerciali, all'editore Schott di Bruxelles. La prima esecuzione si ebbe solo sei anni dopo alla Salle Gaveau di Parigi il 20 aprile 1910 per la Société Musicale Indépendante nel suo concerto inaugurale e si avvalse dell'esecuzione al pianoforte di Maurice Ravel.

## Analisi
Il brano è in tempo ternario, piuttosto lento, proprio simile a una sarabanda, come era nelle intenzioni di Debussy; è una composizione molto libera nella forma; prende avvio con una breve introduzione ed è in seguito costituita da due momenti, simili nelle prime battute, ma che si evolvono nel loro sviluppo in maniera differente fino alla coda conclusiva.
La composizione, scritta proprio quando il musicista iniziava anche La mer, ha nel suo complesso una discontinuità che si potrebbe assimilare a quella dei tre movimenti che costituiscono gli schizzi sinfonici. D'un cahier d'esquisses ha notevoli collegamenti nella struttura tematica sia con L'isle joyeuse sia con Masques, anzi al primo brano si riallaccia proprio con le note di chiusura che preannunciano le battute iniziali de L'isle che ne sviluppano le suggestioni melodiche. I tre brani vengono spesso suonati in sequenza: Masques, D'un cahier d'esquisses, L'isle joyeuse, ottenendo un risultato di grande coerenza che avvalora l'ipotesi suggerita.